# خط طول 150° غرب
خط طول 150° غرب هو أحد خطوط الطول الجغرافية، والتي تمتد من القطب الشمالي الجغرافي إلى القطب الجنوبي الجغرافي، وحسب التحويل الزمني يتأخر خط طول 150° غرب عن خط غرينتش بـ10 ساعة و0 دقائق.

## من القطب إلى القطب
ينطلق خط طول 150° غرب من القطب الشمالي نحو القطب الجنوبي مرورا بالمناطق التي ترد في الجدول التالي:
| الإحداثيات                           | البلد أو الإقليم أو البحر | ملاحظات |
| ------------------------------------ | ------------------------- | --- |
| 90°0′N 150°0′W / 90.000°N 150.000°W  | المحيط المتجمد الشمالي    | |
| 72°20′N 150°0′W / 72.333°N 150.000°W | بحر بيوفورت               | |
| 70°28′N 150°0′W / 70.467°N 150.000°W | الولايات المتحدة          | ألاسكا - مرورا عبر أنكوريج (ألاسكا) (في 61°12′N 150°0′W / 61.200°N 150.000°W)                                                                             |
| 59°39′N 150°0′W / 59.650°N 150.000°W | المحيط الهادئ             | مرورا بشرق جزيرة كارولاين, كيريباتي (في 9°56′S 150°12′W / 9.933°S 150.200°W) · مرورا بغرب موريا island, تاهيتي (في 17°30′S 149°55′W / 17.500°S 149.917°W) |
| 60°0′S 150°0′W / 60.000°S 150.000°W  | المحيط الجنوبي            | |
| 76°32′S 150°0′W / 76.533°S 150.000°W | القارة القطبية الجنوبية   | Border between منطقة روس, المطالب الإقليمية بالقارة القطبية الجنوبية by نيوزيلندا, و المطالب الإقليمية بالقارة القطبية الجنوبية                           |